# Gordon Johnson (ciclista)
Lewis Gordon Johnson (Essendon, 1 de agosto de 1946) es un deportista australiano que compitió en ciclismo en la modalidad de pista, especialista en la prueba de velocidad individual.
Ganó dos medallas en el Campeonato Mundial de Ciclismo en Pista, oro en 1970 y plata en 1972.

## Medallero internacional
| Campeonato Mundial | Campeonato Mundial      | Campeonato Mundial | Campeonato Mundial       |
| Año                | Lugar                   | Medalla            | Competición              |
| ------------------ | ----------------------- | ------------------ | ------------------------ |
| 1970               | Leicester (Reino Unido) | Medalla de oro     | Velocidad individual (P) |
| 1972               | Marsella (Francia)      | Medalla de plata   | Velocidad individual (P) |